# Шараповский сельский округ (Одинцовский район)
Шараповский сельский округ — упразднённая административно-территориальная единица, существовавшая на территории Одинцовского района Московской области в 1994—2006 годах.
Шараповский сельсовет был образован в первые годы советской власти. По данным 1919 года он входил в состав Шараповской волости Звенигородского уезда Московской губернии.
19 декабря 1922 года Шараповская волость была упразднена и Шараповский с/с был передан в Кубинскую волость, но уже в 1923 году он числился в Ивано-Шныревской волости.
В 1926 году Шараповский с/с включал сёла Мартьяново, Мащенки, Шарапово и Ястребки.
В 1929 году Шараповский сельсовет вошёл в состав Звенигородского района Московского округа Московской области.
17 июля 1939 года к Шараповскому с/с был присоединён Белозёровский с/с (селения Белозёрово, Мартьяново и Пестово).
7 декабря 1957 года Звенигородский район был упразднён и Шараповский с/с был передан в Кунцевский район.
28 июля 1960 года в связи с упразднением Кунцевского района Шараповский с/с был передан в восстановленный Звенигородский район.
1 февраля 1963 года Звенигородский район был упразднён и Шараповский с/с вошёл в Звенигородский сельский район. 11 января 1965 года Шараповский с/с был передан в новый Одинцовский район.
27 декабря 1968 года из упразднённого Улитинского с/с в Шараповский были переданы селения Бушарино, Волково и Рязань. Одновременно из Саввинского с/с в Шараповский были переданы селения Луцино, Новое Шихово, Шихово, а также посёлок АН СССР.
29 марта 1977 года из Шараповского с/с в новый Волковский с/с были переданы селения Бушарино, Волково, Луцино, Рязань, Солнечная Поляна, Шихово и посёлок Биостанции.
3 февраля 1994 года Шараповский с/с был преобразован в Шараповский сельский округ.
В ходе муниципальной реформы 2004—2005 годов Шараповский сельский округ прекратил своё существование как муниципальная единица. При этом все его населённые пункты были переданы в сельское поселение Никольское.
29 ноября 2006 года Шараповский сельский округ исключён из учётных данных административно-территориальных и территориальных единиц Московской области.